# Oszvald Marika
Oszvald Marika (polgári nevén: Oszvald Mária Gertrúd, Budapest, 1952. április 12. –) Kossuth- és Jászai Mari-díjas magyar színésznő, operetténekes, érdemes művész, a Halhatatlanok Társulatának örökös tagja.

## Életpályája
Művészcsaládban nőtt fel, édesanyja: Halasi Marika, szubrett (1927–1981), édesapja: Oszvald Gyula (1923–2005) operaénekes, egy öccse van, Gyula. Volt férje: Hidvégi Miklós színész, egy lánya van: Hidvégi Krisztina riporter. Gyermekkorában többféle sportot kipróbált, toronyugró országos ifjúsági bajnok volt.
1974-ben végezte el a Színház- és Filmművészeti Főiskola operett-musical szakát Vámos László osztályában (1971-től). 1971–1972 között a Szegedi Nemzeti Színház, 1972-től napjainkig a Fővárosi Operettszínház elismert tagja. Termete miatt nem lehetett primadonna, 150 centiméter magas, ezzel ő a legalacsonyabb magyar színésznő.
Fellépett többek között Münchenben, az Amerikai Egyesült Államokban, Izraelben, Olaszországban, Franciaországban, Svájcban és Japánban.
Kálmán Imre-est; Lehár-est; Budai Dénes-emlékműsor, show-műsorok, talk show-k és gálaestek jelzik pályáját. A szinkronizálásba is belekóstolt, leghíresebb szinkronszerepe Walt Disney A kis hableány című rajzfilmjében Ariel.

## Színpadi szerepei
A Színházi Adattárban regisztrált bemutatóinak száma: 97.
| Szerző              | Cím                                         | Szerep                              |
| ------------------- | ------------------------------------------- | ----------------------------------- |
| Erkel Ferenc        | Bánk bán                                    | Soma                                |
| Móricz Zsigmond     | Nem élhetek muzsikaszó nélkül               | Birike                              |
| Mikszáth Kálmán     | A Noszty fiú esete Tóth Marival             | Klári                               |
| Loewe               | My Fair Lady                                | Virágáruslány                       |
| Novogrudszkij-Orlov | Brummogó és a Dinnye                        | Dinnye                              |
| Bock                | Hegedűs a háztetőn                          | Bjelke; Hódel                       |
| Scserbacsov         | Dohányon vett kapitány                      | Glikerija                           |
| Lehár Ferenc        | A mosoly országa                            | Mi                                  |
| Puccini             | Gianni Schicchi                             | Lauretta                            |
| Vujicsics Tihamér   | Éjféli operabemutató                        | Ödönke                              |
| Offenbach           | Orfeusz az alvilágban                       | Cupido                              |
| Hervé               | Nebáncsvirág                                | Denise; Marianne                    |
| Szirmai Albert      | Mágnás Miska                                | Marcsa                              |
| Kálmán Imre         | Csárdáskirálynő                             | Stázi                               |
| Kálmán Imre         | A montmartre-i ibolya                       | Violetta                            |
| Johann Strauss      | A denevér                                   | Adél; Ida                           |
| Kacsóh Pongrác      | János vitéz                                 | Iluska                              |
| Sztrelnyikov        | Violetta                                    | Polenyka                            |
| Alexandre Dumas     | A kaméliás hölgy                            | Nichette                            |
| Suppé               | Boccaccio                                   | Fiametta                            |
| Kálmán Imre         | Marica grófnő                               | Liza; Liza húga                     |
| Lehár Ferenc        | Luxemburg grófja                            | Juliette                            |
| Huszka Jenő         | Mária főhadnagy                             | Panni                               |
| Ribnyikov           | A remény (Juno és Avosz)                    | Conchita                            |
| Trovajoli           | Mennyből a telefon                          | Clementina                          |
| Lehár Ferenc        | A víg özvegy                                | Valencienne; Olga; Meglepetés sztár |
| Kálmán Imre         | A cirkuszhercegnő                           | Miss Mabel                          |
| Lehár Ferenc        | Cigányszerelem                              | Zórika; Jolán                       |
| Ábrahám Pál         | Viktória                                    | O Lia San; Riquette                 |
| Eisemann Mihály     | Fiatalság, bolondság                        | Babszi                              |
| Jacobi Viktor       | Leányvásár                                  | Bessy                               |
| Ábrahám Pál         | Bál a Savoyban                              | Daisy                               |
| Johann Strauss      | A cigánybáró                                | Mirabella                           |
| Dostal              | Magyar menyegző                             | Etelka                              |
| Zerkovitz Béla      | Csókos asszony                              | Hunyadiné                           |
| Kálmán Imre         | A bajadér                                   | Simone                              |
| Fall                | Madame Pompadour                            | Belotte                             |
| Fényes Szabolcs     | Szerdán tavasz lesz                         | Katinka                             |
| Johann Strauß       | Egy éj Velencében - avagy a golyók háborúja | Agricola                            |

## Filmjei
| - Bástyasétány 74. (1974) - Jelbeszéd (1974) - Ereszd el a szakállamat! (1975) - Vörös vurstli (1991) - Noé bárkája (2007) - Örök hűség (2022) | - A kis hableány (szinkronhang) - A tél (1968) - Felelet 1-8. (1975) - Úri jog (1981) - Róza néni elintézi (1982) - Békestratégia (1985) - Praclifalva lakói (1985) (szinkronhang) - Peches ember ne menjen a jégre (1990) - Offenbach: Eljegyzés lámpafénynél - Família Kft. (1991-1994) - Barátok közt (2008) - Szakácskirály (2008) - Hazatalálsz (2023–2024) - BigBakShow (2025) |

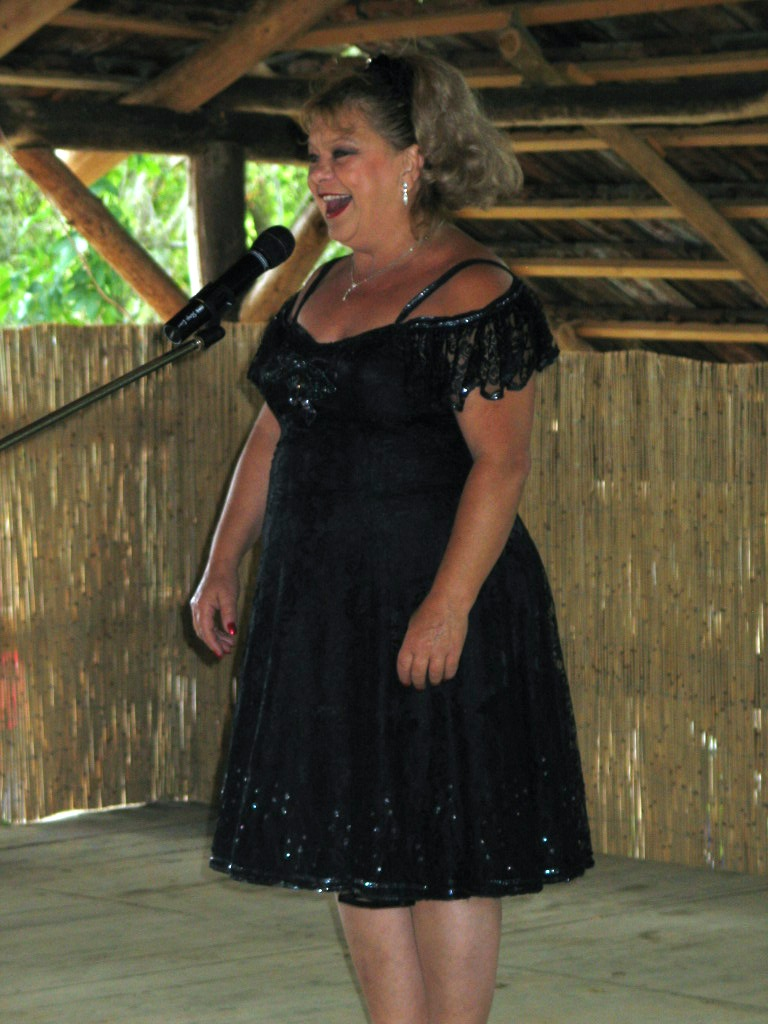
Oszvald Marika előadás közben 2010-ben.

## Díjai, elismerései
- Jászai Mari-díj (1985)
- Erzsébet-díj (1990)
- Az év színésznője díj (1990) (közönségszavazatok alapján)
- Örökös tag a Halhatatlanok Társulatában (1998)
- Érdemes művész (2002)
- Hevesi Sándor-díj (2003)
- Kálmán Imre-emlékplakett (2008)
- Hungarikum Szövetség Díj (2011)
- Gödöllő díszpolgára (2012)[6]
- Bilicsi-díj (2013)
- Kossuth-díj (2015)
- A Magyar Érdemrend középkeresztje (2023)

## Családja
Apja Oszvald Gyula tenor operetténekes, anyja Halasi Marika operetténekes, szubrett.